# Blues in the Night (film)
Pour les articles homonymes, voir Blues in the Night.
Pour plus de détails, voir Fiche technique et Distribution.
Blues in the Night est un film américain  réalisé par Anatole Litvak, sorti en 1941.

## Synopsis
Un pianiste de jazz jouant dans un bar à Saint Louis rencontre un clarinettiste qui tente de le convaincre de monter un groupe. Après une bagarre, ils sont jetés en prison en compagnie d'un batteur et d'un bassiste. Ils entendent un autre prisonnier chanter une chanson de blues.

## Fiche technique
- Réalisation : Anatole Litvak
- Scénario : Edwin Gilbert, Robert Rossen
- Chef-opérateur : Ernest Haller
- Montage : Owen Marks
- Direction artistique : Max Parker
- Production : Hal B. Wallis pour Warner Bros.
- Pays de production :  États-Unis
- Musique: Heinz Roemheld
- Costumes : Damon Giffard
- Durée : 88 minutes
- Date de sortie : 15 novembre 1941

## Distribution
- Richard Whorf
- Priscilla Lane
- Betty Field
- Jack Carson
- Lloyd Nolan
- Elia Kazan
- Wallace Ford
- Howard Da Silva
- Charles C. Wilson
- Dudley Dickerson

## Bande originale
- Blues in the Night (chanson) (musique d'Harold Arlen, paroles de Johnny Mercer, chanté par William Gillespie)
- This Time the Dream's On Me (Priscilla Lane)
- Hang on to Your Lids, Kids (Priscilla Lane)
- Says Who, Says You, Says I (Mabel Todd)[1]
- Wait Till It Happens to You (Betty Field)